# Minji
Đây là một tên người Triều Tiên, họ là Kim.
Kim Min-ji (Hangul: 김민지; Hanja: 金玟池;  sinh ngày 7 tháng 5 năm 2004), thường được biết đến với nghệ danh Minji, là một nữ ca sĩ người Hàn Quốc, thành viên nhóm nhạc NewJeans do ADOR, công ty con của HYBE thành lập và quản lý.

## Tiểu sử và sự nghiệp

### Trước khi ra mắt
Kim Min-ji ra sinh trong một gia đình gồm có bố mẹ, anh trai và em gái. Cô có thể sử dụng thành thạo tiếng Anh do trước đây từng tham gia du học trao đổi ở Canada.
Khi còn học cấp hai, Minji trở thành thực tập sinh của Source Music (trước khi được HYBE mua lại vào năm 2019). Cô là gương mặt đại diện cho dự án tuyển chọn toàn cầu Plus Global Audition diễn ra vào mùa thu năm 2019 với tên gọi #THE_GIRL. Một câu chuyện khác về Minji được chia sẻ bởi nhân viên của Source Music, rằng trước đây cô từng được SM tuyển chọn nhiều lần nhưng không thành. Thậm chí đích thân chủ tịch công ty, ông Lee Soo-man đã liên hệ với cha mẹ Minji để thuyết phục cô gia nhập, và hứa hẹn đưa Minji trở thành center của nhóm nhạc mới. Tuy vậy cô vẫn quyết định từ chối.
Năm 2021, Minji cùng Hanni góp mặt trong MV ca khúc Permission to Dance của BTS. Cùng năm, HYBE thành lập công ty con ADOR dành riêng cho nhóm nữ sắp ra mắt của CBO Min Hee-jin.

### 2022–nay: Ra mắt cùng NewJeans
Ngày 21 tháng 7 năm 2022, ADOR bất ngờ phát hành MV ca khúc Attention trình diễn bởi NewJeans thông qua kênh YouTube của công ty mẹ HYBE. Ngay hôm sau, Minji được tiết lộ là thành viên đầu tiên trên trang Twitter chính thức của nhóm. NewJeans dưới sự dẫn dắt của Min Hee-jin, cựu giám đốc sáng tạo nổi tiếng với loạt concept độc lạ của SM Entertainment, thực sự tạo nên một màn ra mắt đầy ấn tượng, thổi làn gió mới vào thị trường âm nhạc K-pop hiện thời. Bên cạnh việc gặt hái được vô vàn thành công chỉ với đĩa mở rộng đầu tay NewJeans, phong cách của các thành viên cũng có sức ảnh hưởng lớn đến giới trẻ.
Ngày 15 tháng 10. Minji hợp tác với cùng với Kono Junki của JO1 và Hwang Min-hyun làm người dẫn chương trình KCON 2022 JAPAN do nhà đài Mnet sản xuất.
Minji còn là bạn học cũ của Sullyoon và Bae của NMIXX tại Trường Trung học Nghệ thuật Hanlim. Trong một buổi fansign của NewJeans, khi được 1 bạn fan hỏi rằng có phải Minji và Sullyoon (NMIXX) là bạn cùng lớp cấp 3 hay không, Minji đã khẳng định là đúng và cho biết cả 2 vẫn rất thân thiết. Đôi bạn cũng thường xuyên trò chuyện và ủng hộ nhau trong lần debut này.

## Hình ảnh và ảnh hưởng
Được nhận xét vừa mang vẻ đẹp trong trẻo như mối tình đầu kết hợp cùng nét cổ điển của các mỹ nhân xưa lại vừa có phần phi giới tính, Minji thường xuyên nhận lời khen từ khắp các diễn đàn công cộng trong nước. Cư dân mạng Hàn đánh giá cô sở hữu nét đẹp chuẩn diễn viên. Họ còn so sánh ngũ quan của cô với hai biểu tượng nhan sắc của Nhật Bản và Hollywood, với đôi môi đầy đặn của Ishihara Satomi và chiếc mũi tuyệt mỹ của Olivia Hussey.
Theo thống kê từ Viện Nghiên cứu danh tiếng Hàn Quốc, Minji đứng thứ 3 trong BXH giá trị thương hiệu cá nhân idol nữ (8/2022) dù chỉ mới tháng đầu ra mắt, chứng minh sức hút không hề nhỏ của nữ ca sĩ. Cô cũng đã đứng đầu bảng xếp hạng này nhiều lần sau đó.
Ngày 14 tháng 2 năm 2023, Minji trở thành đại sứ thương hiệu của Chanel ở cả 3 mảng thời trang, làm đẹp và đồng hồ - trang sức. Đây là lần đầu tiên một đại sứ Hàn Quốc được đại diện cho cả 3 mảng của Chanel. Trước khi truyền thông Hàn Quốc chính thức đưa tin, Minji đã lên trang bìa tạp chí Elle Korea ấn phẩm tháng 3.2023. Qua đó, Elle cũng gọi Minji là tân đại sứ Chanel. Minji thừa nhận, cô cảm thấy may mắn khi được lựa chọn trở thành đại sứ thương hiệu của Chanel ở tuổi 18: "Một cơ hội may mắn đến với tôi từ sớm, và khi những cơ hội đó đến, tôi đã cố gắng nắm bắt chúng".
Kể từ năm 2023, Minji đã trở thành gương mặt đại diện của Lễ hội Jazz Seoul, xuất hiện trên các tạp chí để quảng bá sự kiện này. Cô đã xuất hiện trên bìa của ấn bản đặc biệt của W Korea nhân dịp kỷ niệm 15 năm Lễ hội Jazz Seoul, cũng như trên bìa của ấn bản đặc biệt của W Korea cho lễ hội năm 2024.
Minji cũng đã xuất hiện trong một chiến dịch video vào tháng 3 năm 2024 của Ủy ban Bầu cử Quốc gia Hàn Quốc, phát sóng trên đài phát thanh và các nền tảng khác để khuyến khích thế hệ trẻ tham gia bầu cử trong cuộc bầu cử lập pháp lần thứ 22 của Hàn Quốc.

## Danh sách đĩa nhạc

### Tín dụng sáng tác
Tất cả các tín dụng được trích từ Hiệp hội Bản quyền Âm nhạc Hàn Quốc, trừ khi có ghi chú khác.
| Năm  | Nghệ sĩ  | Bài hát        | Album                     | Nhà soạn nhạc | Nhà soạn nhạc                               |
| Năm  | Nghệ sĩ  | Bài hát        | Album                     | Tín dụng      | Với                                         |
| ---- | -------- | -------------- | ------------------------- | ------------- | ------------------------------------------- |
| 2022 | NewJeans | "Ditto"        | OMG                       | Yes           | Oohyo, Ylva Dimberg, The Black Skirts & 250 |
| 2024 | NewJeans | "Supernatural" | Đĩa đơn không thuộc album | Yes           | Gigi, Ylva Dimberg & Pharrell Williams      |

## Danh sách phim

### Video âm nhạc
| Năm  | Tên                 | Ghi chú          | Vai trò   | Nguồn  |
| ---- | ------------------- | ---------------- | --------- | ------ |
| 2021 | Permission to Dance | Với BTS và Hanni | Khách mời | [ 39 ] |

## Tạp chí
| Năm  | Kỳ                     | Trang bìa          | Ghi chú                         |
| ---- | ---------------------- | ------------------ | ------------------------------- |
| 2022 | Số tháng 9/Số đầu tiên | Super ELLE Korea   | 1 bìa cá nhân + 1 bìa cùng nhóm |
| 2023 | Số tháng 3             | ELLE Korea         | 3 bìa cá nhân                   |
| 2023 | Số tháng 12            | Marie Claire Korea | 3 bìa cá nhân                   |
| 2024 | Số tháng 3             | ELLE Korea         | 2 bìa cá nhân                   |
| 2024 | Số tháng 10            | Marie Claire Korea | 4 bìa cá nhân                   |
| 2025 | Số tháng 1             | ELLE Korea         | 3 bìa cá nhân                   |